# The Insider (网站)
The Insider是一个专注于调查新闻、事实核查和揭露假新闻的在线出版物。它由独立的俄罗斯记者羅曼·多布羅霍托夫创办，其编辑团队由来自30多个国家的60多名成员组成。该出版物有俄文和英文网站，还运营一个Telegram频道、一个Instagram账号、两个TikTok账号和两个YouTube频道：一个用于直播节目，另一个用于编辑视频内容。2021年7月23日，俄罗斯司法部将The Insider加入外国代理人名单。同年12月14日，莫斯科以法庭要求该媒体支付100万卢布的罚金。2022年7月15日，该媒体在俄罗斯被禁止，禁止该媒体在俄罗斯领土上开展活动，并规定对任何支持该组织的人实施制裁。